# 34559 Aldossary
34559 Aldossary este o planetă minoră (asteroid) din centura de asteroizi. A fost descoperită pe 28 septembrie 2000 la Experimental Test Site⁠(d) de Lincoln Near-Earth Asteroid Research. 
Obiectul prezintă o orbită caracterizată de o semiaxă mare de 2,8064072 UAi, o excentricitate de 0,04, o înclinație de 2,94331 ° în raport cu ecliptica.